# D.C.II: Da Capo II
D.C. II: Da Capo II (яп. 〜ダ・カーポII〜 ~Да Ка:по 2~) — японский визуальный роман, разработанный компанией Circus и изданный в мае 2006 года для Windows. Игра является прямым продолжением игры Da Capo, изданной в 2002 году. В 2008 году игра была портирована на PlayStation 2 под названием Da Capo II: Plus Situation. В данном издании были убраны все эротические сцены.
Действие игры разворачивается спустя 53 года после событий оригинальной игры. Дзюнъити Асакура и Нэму Асакура поженились и сейчас являются дедушкой и бабушкой сестёр Асакура — главных героинь игры. В игре появляются только Сакура Ёсино и Дзюнъити, другие персонажи из оригинальной игры только косвенно упоминаются в процессе прохождения.
На основе игры было создано несколько романов и манга. В 2007 году было создано два сезона аниме, каждый из которых состоял из 13 серий.

## Геймплей
Так же, как и в первой части, игрок читает появляющийся на экране текст и отвечает на вопросы, появляющиеся по ходу прохождения игры, и таким образом сюжет разветвляется. Также игрок может выбрать, на какое время поставить будильник, либо не поставить его вообще, что тоже влияет на развитие сюжета. Всего существует шесть сюжетных линий для каждой из шести героинь соответственно.

## Сюжет
Ёсиюки Сакураи, главный герой, родился в то время, когда Сакура Ёсино, уставшая от постоянного одиночества, пожелала иметь магическое дерево сакуры, исполняющее желания. Прошли годы, и дерево начало исполнять все желания независимо от того, хорошие они или нет. Сакура и Отомэ попытались исправить это, но ситуация только ухудшилась, и теперь они должны спасти Хацунэдзиму (остров, на котором происходит действие). Сделать это можно только уничтожив дерево, однако в этом случае Ёсиюки перестанет существовать. Сакура прикладывает последние усилия, пытаясь остановить силу дерева, но терпит неудачу. Ёсиюки убеждает Отомэ оставить остров на него, дерево засыхает, отменив все ранее выполненные желания.

## Персонажи

### Главные персонажи
- Ёсиюки Сакураи (яп. 桜内 義之 Сакураи Ёсиюки) — главный герой, ученик третьего класса школы Кадзэми. У Сакуры Ёсино никогда не было сына и, по её желанию, он возник внутри магического дерева. Так же, как и Дзюнъити, может при помощи магии создавать вагаси. Обладает способность во сне видеть будущее и желания других людей. В аниме Ёсиюки показан, как человек, старающийся всегда помочь близким людям и заботящийся о них. Однако окружающие его девушки часто ошибочно расценивают подобные действия, как знаки внимания.
- Отомэ Асакура (яп. 朝倉 音姫 Асакура Отомэ) — главная героиня, внучка Дзюнъити и Нэму. Ученица второго класса и председатель школьного совета. Относится к Ёсиюки, как к младшему брату, обращается к нему соответственно. Унаследовала магические способности своего отца. Она знает о том, что Ёсиюки появился на свет по желанию Сакуры. В первом сезоне аниме Отомэ показана, как заботливая старшая сестра Ёсиюки и ответственный член школьного совета. Во втором сезоне аниме становится ясно, что она любит Ёсиюки не как брата, а как мужчину.
- Юмэ Асакура (яп. 朝倉 由夢 Асакура Юмэ) — младшая сестра Отомэ, вторая внучка Дзюнъити и Нэму, учится во втором классе. Её имя переводится как «сон». Обладает способностью во сне видеть будущее. В первом сезоне аниме она подружилась с Минацу. Позже она поддерживала Минацу, когда у той возникли проблемы. Во втором сезоне аниме Юмэ почувствовала себя одиноко после того, как Минацу покинула школу. Испытывает романтические чувства по отношению к Ёсиюки. Когда Ёсиюки впервые посетил дом Асакура, Юмэ вела себя довольно открыто и, собираясь представиться, начала трясти его за руки.
- Нанака Сиракава (яп. 白河 ななか Сиракава Нанака) — ученица третьего класса, школьный идол, внучка Котори Сиракавы. Она любит петь, но только когда другие её не видят. Является солисткой школьной группы вместе с лучшей подругой Коко. Обладает способностью читать мысли, но только при физическом контакте. Она влюбляется в Ёсиюки, когда тот начинает помогать и заботиться о ней. Однако позднее она понимает, что Ёсиюки заботился о ней не потому, что она ему симпатична, а просто потому, что он относится к ней, как к лучшей подруге.
- Коко Цукисима (яп. 月島 小恋 Цукисима Коко) — ученица третьего класса, подруга Ёсиюки и Нанаки. В первом сезоне аниме она признаётся в своих чувствах Ёсиюки. Ёсиюки отвечает взаимностью, и они начинают встречаться. Однако они расстаются, когда Коко замечает, что Ёсиюки уделяет слишком много времени другим девушкам, особенно Минацу. Чувствительная девушка, часто плачет, может легко обидеться, но при этом умеет прощать. Во втором сезоне становится более уверенной в себе.
- Минацу Амакасэ (яп. 天枷 美夏 Амакасэ Минацу) — ученица второго класса. Андроид, который работает на бананах, но при этом утверждает, что не любит их. В первом сезоне аниме она подружилась с Юмэ. Утверждает, что ненавидит людей, но начинает понимать, что не все люди одинаковые. После того, как ученики узнают о том, кто она такая, они начинают относиться к ней с опаской. Она же, несмотря на это, ведёт себя так, как будто ничего не произошло, но всё же кажется расстроенной. Позднее ученики, впечатлённые её мужеством и решимостью, выступают против её исключения из школы. Однако это не помогает, и её исключают, но при этом вручают диплом об окончании школы. Во втором сезоне о ней ничего не известно.
- Андзу Юкимура (яп. 雪村 杏 Юкимура Андзу) — ученица третьего класса. Благодаря силе магического дерева она получила способность никогда и ничего не забывать. В игре из-за этой способности она испытывает большие нагрузки и часто спит в классе. В аниме она является лучшей подругой Коко и иногда общается с Ёсиюки. Во втором сезоне выясняется, что Анзу была оставлена своими родителями и воспитана неизвестной женщиной. Проникнувшись доверием к Ёсиюки, она рассказывает ему о своей семье и о себе.
- Майка Мидзукоси (яп. 水越 舞佳 Мидзукоси Майка) — учитель физкультуры в школе.

### Второстепенные персонажи
- Сакура Ёсино (яп. 芳乃 さくら Ёсино Сакура) — директор школы Кадзэми. Именно она создала Ёсиюки при помощи магического дерева, исполнив своё желание избавиться от одиночества. В конце аниме Сакура сливается с магическим деревом, чтобы не допустить исчезновения Ёсиюки. В конце игры она возвращается к жизни после этого инцидента, но при этом теряет память.
- Дзюнъити Асакура (яп. 朝倉 純 Асакура Дзюнъити) — дедушка Отомэ и Юмэ.

## Разработка и релиз
Da Capo II являлась двадцать девятой игрой компании Circus, её разработкой занималась группа Circus Northern. Производство игры возглавлял президент компании Circus, который также занимался созданием музыкального оформления к игре. Созданием сценария к игре занимались пять человек, каждый из которых создавал сценарий для каждой из пяти героинь.
15 апреля 2007 года демонстрационная версия игры под названием The Spring Breeze’s Ultimate Battle!, содержащая только пролог игры, стала доступной для скачивания на официальном сайте. Окончательный вариант игры вышел в Японии 26 мая 2006 года в виде ограниченного издания.
Версия для PlayStation 2 (Da Capo II: Plus Situation) была выпущена 29 мая 2008 года. Позднее она была издана и для ПК под названием Da Capo II: Plus Communication. 28 октября 2010 года игра была издана для PlayStation Portable (D.C.I&II P.S.P.: Da Capo I&II: Plus Situation Portable).

## Адаптации

### Drama CDs
На основе оригинальной игры было создано несколько аудиопьес. Первая (D.C.II prestorys entrata) была написана Тихаре Амено, режиссёром и главным сценаристом оригинальной игры, и выпущена 24 февраля 2006 года. Вторая (D.C. II: Otome no "Chocolate Box Memories) была написана Котой Такэути, вторым сценаристом, и выпущена на год позже, 10 февраля 2007 года. Третья (D.C. II: Setsugekka no "Dokidoki Omimai Daisakusen) не была выпущена для продажи в магазинах, она вручалась членам фан-клуба Circus. Были выпущены ещё две аудиопьесы — D.C. II: Otome no Dokidoki! Hatsu Ecchi Daisakusen? и D.C. II: Otome to Yume no Iku Toshi, Kuru Toshi: Mattari Hen. CD был выпущен для второго сезона аниме 21 мая 2008 года.

### Романы
Было создано две серии романов, не связанных между собой. Первая серия была написана членами компании Circus. Вторая серия была написана Тасуку Саикой и состояла из семи томов, в каждом из которых описывалась история одной из шести героинь (два последних тома были посвящены Отомэ).

### Манга
Первая серия манги, написанная Сио Риугой по мотивам оригинальной Da Capo II, начала издаваться в журнале Comptiq с 10 ноября 2006 года. Вторая серия манги, получившая название Da Capo II: Imaginary Future, издавалась в журнале Dengeki G’s Magazine. В июле 2008 года к ней была выпущена дополнительная глава.

## Аниме
10 мая 2007 года в журнале Comptiq было объявлено, что по мотивам игры будет создана аниме-адаптация. Аниме, созданное студией Feel, было показано в Японии в период с 1 октября по 24 декабря 2007 года по каналу TV Aichi, позже оно демонстрировалось и по другим каналам. Показ второго сезона начался 5 апреля и закончился 28 июня 2008 года.

### Первый сезон
| № серии | Название серии                                                         | Трансляция в Японии |
| ------- | ---------------------------------------------------------------------- | ------------------- |
| 1       | The Season of Small Love «Chiisana Koi no Kisetsu» (小さな恋の季節)    | 01.10.2007          |
| 2       | Bananas and Humans «Banana to Ningen» (バナナと人間)                   | 08.10.2007          |
| 3       | First Lesson «Fāsuto Ressun» (ファーストレッスン)                      | 15.10.2007          |
| 4       | In the Autumn Wind «Akikaze no Naka de» (秋風の中で)                   | 22.10.2007          |
| 5       | 2 cm Distance Remaining «Ato Ni Senchi no Kyori» (あと2センチの距離)   | 29.10.2007          |
| 6       | I Hate Humans «Ningen Kirai» (人間キライ)                              | 05.11.2007          |
| 7       | Sudden Storm «Niwaka Arashi» (にわか嵐)                                | 12.11.2007          |
| 8       | Bright Sunshine Time «Hakujitsu no Toki» (白日の時)                    | 19.11.2007          |
| 9       | Love Patterned Road to Japan «Koi Moyō Yamatoji» (恋模様大和路)        | 26.11.2007          |
| 10      | Feelings Growing Hazy «Kasunde Iku Omoi» (霞んでいく想い)              | 03.12.2007          |
| 11      | Koko, Heart, Contrary «Koko, Kokoro, Urahara» (小恋、ココロ、うらはら) | 10.12.2007          |
| 12      | Bridge to the Heart «Kokoro no Kakehashi» (心の架け橋)                 | 17.12.2007          |
| 13      | Wish Upon the Sakura's Smile «Sakura Emi Kimi Omou» (桜笑み君想う)     | 24.12.2007          |

### Второй сезон
| № серии | Название серии                                                                 | Трансляция в Японии |
| ------- | ------------------------------------------------------------------------------ | ------------------- |
| 1       | Like Deep Snow «Shinsetsu no Gotoku» (深雪の如く)                              | 05.04.2008          |
| 2       | Secret Room of Snow «Yuki no Misshitsu» (雪の密室)                             | 12.04.2008          |
| 3       | Magic User of Justice «Seigi no Mahōtsukai» (正義の魔法使い)                   | 19.04.2008          |
| 4       | The Shape of Happiness «Shiawase no Katachi» (幸せの形)                        | 26.04.2008          |
| 5       | Snow Field of Despair «Shitsubō no Setsugen» (失望の雪原)                      | 03.05.2008          |
| 6       | Cherry Blossom Mystery «Sakura Meikyū» (桜迷宮)                                | 10.05.2008          |
| 7       | Unchanging Dream «Kaerarenai Yume» (変えられない夢)                            | 17.05.2008          |
| 8       | «Sakuranbo» and Older Brother «Sakuranbo to oniichan» (さくらんぼとお兄ちゃん) | 24.05.2008          |
| 9       | Broken Spring «Koware yuku haru» (壊れゆく春)                                  | 31.05.2008          |
| 10      | The Ending Dream «Yume no Owari» (夢の終わり)                                  | 07.06.2008          |
| 11      | Withered Coloured Island «Kareiro no Shima» (枯色の島)                         | 14.06.2008          |
| 12      | The Depths of Recollection «Kioku no Fuchi» (記憶の淵)                         | 21.06.2008          |
| 13      | Season Returning Back «Megurikuru Kisetsu» (巡りくる季節)                      | 28.06.2008          |